# Żary (województwo lubelskie)
Żary – wieś w Polsce położona w województwie lubelskim, w powiecie biłgorajskim, w gminie Biszcza.
| SIMC    | Nazwa    | Rodza     |
| ------- | -------- | --------- |
| 0886742 | Mielniki | część wsi |

Wieś Ordynacka w wieku XIX podległa parafii: rzymsko-kat. w Tarnogrodzie, grecko-kat. w Lipinach.
W latach 1975–1998 miejscowość należała administracyjnie do województwa zamojskiego. Według Narodowego Spisu Powszechnego (III 2011 r.) liczyła 34 mieszkańców i była najmniejszą miejscowością gminy Biszcza.
Wierni Kościoła rzymskokatolickiego należą do parafii Najświętszego Serca Pana Jezusa w Biszczy.